# Jamais deux sans toi (Les Simpson)
Pour les articles homonymes, voir Jamais deux sans toi.
Jamais deux sans toi (en version française, L'Âme sœur en version québécoise, ou Principal Charming en version originale) est le quatorzième épisode de la deuxième saison de la série télévisée d'animation Les Simpson. Il est diffusé pour la première fois sur le réseau Fox aux États-Unis le 14 février 1991. Dans cet épisode Marge demande à Homer de trouver un mari pour sa sœur Selma. Homer invite le principal Skinner à dîner après que Bart s'est fait prendre en train de vandaliser la pelouse de l'école. Ce dîner ne se déroule pas comme prévu, le principal tombant amoureux de la sœur jumelle de Selma, Patty.
L'épisode est écrit par David M. Stern et réalisé par Mark Kirkland. Il marque également la première apparition des personnages de Hans Taupeman, de Willie le jardinier et de l’adolescent boutonneux. Il s'agit également du premier épisode dans lequel Maggie n'apparaît pas. Jamais deux sans toi fait référence à plusieurs films dont Sueurs froides, Autant en emporte le vent et Quasimodo.
Depuis sa diffusion, l'épisode reçoit des critiques généralement positives. Il obtient la note de 14,1 sur l'échelle de Nielsen, la meilleure note de la Fox pour la semaine du 11 au 17 février 1991.

## Synopsis
Après avoir assisté au mariage d'un collègue, Selma supplie sa sœur Marge de l’aider à trouver un mari. Cette dernière demande à Homer de l’aider dans cette tâche, mais il a du mal à trouver quelqu'un de convenable. Lorsque Bart est pris en train d'écrire son prénom dans la pelouse de l'école élémentaire de Springfield en utilisant de l'herbicide, le principal Skinner convoque Homer dans son bureau pour discuter de cette plaisanterie. Après avoir appris que Skinner est célibataire, Homer l’invite à dîner. Lorsqu'il arrive chez les Simpson, Homer le présente accidentellement à Patty à la place de Selma. Skinner s'éprend instantanément d'elle, ce qui n'arrange pas les perspectives de mariage de Selma.
Le principal propose un rendez-vous galant à Patty, mais elle hésite. Selma l'encourage à aller à son premier rendez-vous en vingt-cinq ans et la prévient que c'est peut-être sa dernière chance de se marier. Patty n'apprécie pas particulièrement ce premier rendez-vous avec Skinner, mais ils continuent de se voir, au grand dam de Selma. Comme Skinner est distrait par son amour pour Patty, il permet à Bart et aux autres enfants de l’école de faire ce qu'ils veulent. Il demande alors à Bart de l’aide pour persuader Patty de l’épouser. En même temps, Homer organise un rendez-vous entre Barney et Selma, auquel elle participe à contrecœur.
Suivant les conseils de Bart, Seymour Skinner utilise un herbicide pour écrire « Épouse-moi Patty » sur la pelouse de l’école élémentaire. Il l'emmène ensuite au sommet du clocher de l’école pour la demande en mariage. Patty est flattée, mais elle refuse parce qu'elle partage avec Selma un lien spécial en tant que sœurs jumelles. Elle apprécie toutefois la compréhension et la courtoisie de Skinner. Elle admet que si jamais elle s'installe avec un homme, elle doit l'épouser. Après avoir sauvé Selma de son rendez-vous avec Barney, Patty la ramène chez elles. À nouveau célibataire, le principal Skinner réaffirme son autorité sur Bart en détruisant toute la pelouse de l'école avec de l'herbicide et en le forçant à réparer les dégâts en la replantant graine par graine, à la grande satisfaction de Willie le jardinier,.

## Production

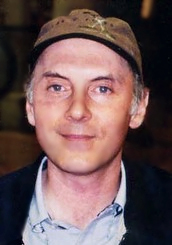
Dan Castellaneta prête sa voix aux trois nouveaux personnages récurrents introduits lors de cet épisode.

Jamais deux sans toi est écrit par David M. Stern et réalisé par Mark Kirkland,. David M. Stern apprécie particulièrement écrire des épisodes sur Marge et sur ses sœurs Patty et Selma. Le producteur délégué Mike Reiss déclare que même si aucun des membres de l'équipe de la série ne peut s'identifier personnellement aux jumelles, David M. Stern « semble vraiment s'attacher à elles, alors il a fait quelques grands épisodes mettant en vedette les membres de la famille Bouvier ». En raison du thème romantique de l'épisode, la date de diffusion est déplacée au jour de la Saint-Valentin, le 14 février 1991. Il est toutefois prêt à être diffusé plusieurs mois avant.
Les personnages de Hans Taupeman, de Willie le jardinier et de l'adolescent boutonneux font leur première apparition dans la série lors de cet épisode. Le rôle de Willie dans l'épisode est de punir Bart en lui faisant replanter la pelouse de l'école. À l'originie, Willie est conçu comme un simple concierge en colère, mais le fait qu'il soit Écossais a été ajouté lors d'une session d'enregistrement des voix. La voix de Willie est attribué à Dan Castellaneta, mais il ne sait pas quelle voix adopter. Le directeur artistique d'alors, Sam Simon, lui conseille d'utiliser un accent. Il essaie dans un premier temps de lui donner un accent espagnol, mais Sam Simon trouve que cela est trop stéréotypé. Il essaie ensuite un accent suédois, qui est également rejeté. Pour son troisième essai, il utilise la voix d'un Écossais en colère, ce qui est jugé suffisamment approprié et est finalement utilisé dans l'épisode. Pensé à l'origine par les réalisateurs comme un personnage à l'apparition unique, Willie devient finalement un personnage récurrent de la série. Matt Groening, le créateur de la série, révèlera plus tard que le personnage est partiellement basé sur Angus Crock, un policier habillé en kilt dans l'émission humoristique canadienne Second City Television, interprété par Dave Thomas et sur Jimmy Finlayson, l'acteur écossais moustachu qui apparait dans trente-trois films de Laurel et Hardy,. En plus de Willie le jardinier, Dan Castellaneta donne voix à l'adolescent boutonneux, en s'inspirant du personnage de Richard Crenna, Walter Denton dans la sitcom Our Miss Brooks. La voix de Hans Taupeman est également celle de Dan Castellaneta. Alors que dans cet épisode, son permis de conduire indique « Ralph Melish », Matt Groening lui donne plus tard le nom de Taupeman, trouvant que le personnage ressemble à une taupe.